# Neunkirchen am Sand
Neunkirchen am Sand (ufficialmente Neunkirchen a.Sand) è un comune tedesco di 4 698 abitanti, situato nel land della Baviera.